# 포르투갈의 경제
포르투갈의 경제는 세계 경제 포럼의 2019년 세계 경쟁력 보고서에서 34위를 차지했다.
국제 무역의 대다수는 유럽 연합(EU) 내에서 이루어지는데, 유럽 연합의 국가들은 포르투갈 수출의 72.8%를 받았으며 2015년 포르투갈 수입의 76.5%를 차지했다. 포르투갈의 주요 교역 상대국으로는 NAFTA(수출 6.3%, 수입 2%)와 PALOP(수출 5.7%, 수입 2.5%) 마그레브(수출 3.7%, 수입 1.3%) 메르코수르(수출 2.4%) 등이 있다.
포르투갈 통화는 유로(€)이며, 포르투갈은 유로존의 초창기부터 유로존의 일부다. 포르투갈의 중앙은행은 유럽 중앙은행 제도의 일부를 구성하는 포르투갈 은행이며, 주요 증권거래소는 최초의 글로벌 증권거래소인 NYSE 유로넥스트에 속한 유로넥스트 리스본이다.
포르투갈 경제는 2014년 3분기 이후 지속적으로 성장해 왔으며, 2015년 2분기에 연간 GDP 성장률은 1.5%를 기록했다. 경제 성장은 실업률의 지속적인 하락을 동반하고 있다(2019년 1분기 6.3%, 2014년 말 13.9%) 정부 예산 적자도 2010년 GDP의 11.2%에서 2018년 0.5%로 감소했다. 이러한 비율은 2007-2008년 포르투갈 경제에서 금융 위기의 영향으로 인한 부정적인 추세로부터 역전된 것으로 실업률이 높은 증가(2013년 초 17.7%)를 동반한 3년 연속 감소(2011년, 2012년 및 2013년)를 보였다. 그 위기는 특히 과도한 부채 수준뿐만 아니라 공공 적자 수준과 관련된 광범위한 국내 문제들을 야기시켰다. 그리스와 아일랜드의 유사한 결정에 따라 2011년 4월 포르투갈이 EU로부터 780억 유로의 구제금융을 받기로 확정하면서 문제가 절정에 달했다. 2011년 6월 취임한 정부는 경기부양을 위한 시도에 있어서 어려운 선택에 직면하는 동시에 EU 평균 수준의 공공 적자를 유지하기 위해 노력해야 했다.
포르투갈 교육제도는 1960년대 이후 점진적인 근대화와 상대적인 확장을 거듭해 21세기 세계수준의 관행과 추세를 인정받아 왔다. 2015년 OECD 국제학생평가프로그램에 따르면, 읽기 능력, 수학 및 과학 지식 면에서 포르투갈인 15세 학생의 평균은 OECD 평균을 크게 웃돌고 있다. 포르투갈은 세계적인 수준의 대학과 경영대학이 있는 곳으로 유명 국제경영자 설립에 기여하고 있으며 점점 더 많은 외국인 학생들을 유치하고 있다.
포르투갈은 유럽 연합에서 가장 높은 인구 비율을 가지고 있다. 현재 2백만 명 이상의 포르투갈 사람들(인구의 20%)이 국외에 살고 있다.

## 역사

### 포르투갈 식민지 제국
15세기에 시작된 포르투갈 제국 시대, 1974년 카네이션 혁명 때까지 포르투갈의 경제는 아시아(향신료, 비단, 염료, 도자기, 보석), 아프리카(상아, 목재, 석유, 다이아몬드, 노예)와 남미 등 광대한 식민지의 무역과 원자재 관련 활동에 집중되었다. (사탕수수, 염료, 나무, 금) 풍부한 천연자원과 방대한 미개발 지역을 가진 대륙횡단제국을 가진 이 나라는 세계에서 가장 강력한 국가 중 하나였다.
1822년, 포르투갈의 식민지 브라질은 독립국이 되었지만, 1974년까지 포르투갈은 앙골라와 모잠비크를 포함한 아프리카의 식민지/해외 영토를 보존하는데 성공했는데, 이 지역은 1975년 포르투갈인들이 떠날 때까지 합리적인 경제 성장률을 경험할 수 있는 지역이었다.
1914년 이전의 짧은 경제적 격차 이후, 포르투갈 경제는 1950년까지 약간 회복되었고, 그 후 강력한 경제적 융합의 길로 들어섰다. 경제적으로 대부분의 살라자르 해(1933년~1968년)는 완만한 성장의 시기로 특징지어졌으며 1960년대까지 이 나라는 대체로 저개발 상태에 있었고 인구는 상대적으로 가난했으며 교육 수준이 낮았다. 1960년~1973년의 포르투갈 경제 성장은 서유럽의 선진국들과 진정한 통합을 위한 기회를 만들었다. 이민, 무역, 관광, 외국인 투자를 통해 개인과 기업들은 생산과 소비의 패턴을 변화시켜 구조적인 변화를 가져왔다. 동시에, 성장하는 경제의 복잡성이 증가함에 따라 새로운 기술 및 조직적 과제가 제기되어 현대의 전문 및 관리 팀의 구성을 자극했다.
카네이션 혁명(1974년 4월 25일 군사 쿠데타) 전날 포르투갈과 해외 영토의 경제는 유럽 평균을 훨씬 웃도는 성장세를 보였다. 가족의 평균 구매력은 새로운 소비 패턴과 트렌드와 함께 증가하고 있었고, 이것은 새로운 자본 장비에 대한 투자와 내구성과 비내구성 소비재에 대한 소비 지출을 촉진시켰다. 이스타두 노부 정권의 경제 정책은 대기업의 형성을 장려하고 여건을 조성했다.
그 정권은 포르투갈 경제의 많은 부분을 다수의 강력한 재벌들의 손에 맡기는 결과를 초래한 협동주의 정책을 유지했는데, 그 중 가장 중요한 것은 "7대 재벌"로 알려져 있었다. 이 포르투갈 대기업들은 한국의 재벌과 일본의 게이레쓰, 자이바쓰와 유사한 사업 모델을 가지고 있었다. 7대 재벌 중에는 샹팔리마우, 멜로, 아모림, 산토스(제로니모 마르틴스) 가문이 창업하고 보유하고 있는 대기업도 포함돼 있다.
CUF 그룹은 포르투갈 대기업 중 가장 크고 가장 다양했다. 한때, 그것은 이베리아반도에서 가장 큰 산업 집단이 되었고 유럽에서 다섯 번째로 큰 산업 집단 중 하나가 되었다. 그 핵심 사업에는 시멘트, 화학, 석유화학, 농화학, 섬유, 맥주, 음료, 야금, 해군 공학, 전기 공학, 보험, 은행, 종이, 관광 및 광업이 포함되었다. 주요 사업 활동과 본사는 포르투갈 본토에 위치해 있지만, 특히 앙골라와 모잠비크 등 포르투갈 해외 영토 주변의 지점, 공장 및 몇몇 개발 사업 프로젝트도 포함되어 있다.

## 부문별 경제
3차 부문은 현재 포르투갈 경제의 가장 중요한 부분으로, 총 부가가치(GVA)의 75.8%를 차지하며, 노동 인구의 68.1%를 고용하고 있다. 이어 GVA의 21.9%를 차지하는 산업 부문이 24.5%를 차지했다. 1960년 경제의 25%를 차지했던 어업과 농업은 현재 GVA의 2.4%에 불과하며 노동 인구의 7.5%를 고용하고 있다.

### 천연 자원
숲은 포르투갈의 약 34%를 차지하고 있는 주요 천연 자원이다. 가장 중요한 산림 자원은 소나무(13,500 km2), 코르크나무(6800 km2), 홀름 참나무(5,340 km2), 그리고 유칼립투스(2,430 km2)이다. 코르크는 포르투갈이 세계 코르크의 절반을 생산하는 주요 생산지이다. 주요 광산 자원은 리튬, 텅스텐, 주석, 우라늄이다.

### 농업
포르투갈의 농업은 수년간 쇠퇴한 후 포르투갈 부채 위기로 인해 비자발적으로 놀라운 부활을 맞이했는데, 그 때 많은 유능한 사람들이 제3차 부문에서 일자리를 잃고 이 분야에서 경험이 거의 없거나 전혀 없음에도 불구하고 농업 사업 발전에 눈을 돌리기로 결정했다.
현재 경제에서 차지하는 비중이 적음에도 불구하고, 포르투갈 대륙의 상당 부분은 농업에 전념하고 있다. 남부는 곡물과 올리브 나무의 광범위한 단일 재배와 포도밭의 도루 계곡을 개발했다. 올리브 나무(4,000km2, 1,545평방mi), 포도원(3,750평방km2, 1,450평방mi), 밀(3,000평방km2, 1,160평방mi), 옥수수(2,680평방2, 1,035평방mi) 등이 광활한 지역에서 생산된다. 포르투갈산 와인과 올리브유는 특히 품질에 대한 찬사를 받고 있기 때문에 외부 경쟁은 소비자 수요에 거의 영향을 미치지 못했다.

## 빈곤
2012년에는 인구의 45.4%가 사회적 이전 이전에 빈곤의 위험에 처해 있었는데, EU27 평균(크로아티아 미포함)은 44.1%였다. 연금을 포함하면 이 비율은 25.2%로 낮아지며, 인구의 17.5%는 사회적 이전 후 빈곤의 위험에 처해 있었으며, 이는 가처분 소득이 성인 등가물당 국민 중위소득의 60%로 설정된 국가 빈곤 위험 임계값에 못 미쳤다는 것을 의미한다. 이는 유럽 연합 평균인 17%를 조금 웃도는 수치이며 스페인(22.2%), 이탈리아(19.4%), 그리스(23.1%) 등 남유럽 국가들과 비교해도 손색이 없다.
2015년 1월, 빈곤 통계는 2013년으로 갱신되었다. 인구의 19.5%가 사회적 이전 후 빈곤의 위험에 처해 있었다. 즉, 가처분 소득이 거의 200만 명에 달하는 성인 당 국가 평균 소득의 60%로 설정된 빈곤 위험 임계값보다 낮았다. ISEG 경제학자에 따르면, 카를로스 파리나 호드리구스 포르투갈은 2009년까지 이루어진 모든 발전을 잃고 사회 현실 면에서 10년 전으로 거슬러 올라간다고 한다. 남성의 경우 사회적 이전 후 빈곤 위험은 18.9%, 여성의 경우 20%, 자녀 25.6%, 자녀가 적어도 한 명인 홀개부모 가정의 경우 38.4%, 부모와 자녀가 둘인 경우 15.4%, 자녀가 있는 기타 집계의 경우 28.8%이다. 통계원은 2009년 위기상황에 따른 소득 감소로 인해 감소하지 않는 빈곤선을 만들기 위해 별도로 자료를 토대로 산출했다. 이 계산으로 빈곤위험 증가율은 2009년 17.9%에서 4년 후 25.9%로 훨씬 커졌다. 페드루 파수스 코엘류 총리는 이 수치들은 현재의 상황을 반영하지 않는다고 말했다.

### 식량 불안
2005년과 2006년 국민건강조사는 월 251~500유로의 가계소득이 불안전식품의 37.3%를 차지해 식품안전에 대한 정보를 수집했다. 예를 들어, 월 901유로 이상의 가계 소득을 올리는 사람들은 불안식량의 15.9%만을 차지했다. 2010년에 시작된 포르투갈 금융 위기 이후, 식량 불안이 고조되었고, 특히 알렌테주와 알가르브와 같은 포르투갈의 가난한 지역 사람들에게 영향을 미쳤다. 알가르브 지역의 경우 2011년부터 2012년까지 총 식량 불안이 56.9%에서 77.1%로 증가했으며 심각한 식량 불안은 13.2%에서 41.7%로 증가했다. 한편, 국가 식량 불안은 0.5%(48.6%~49.1) 증가하는데 그쳤고 센트로와 노르테와 같은 다른 지역의 심각한 식량 불안은 훨씬 낮아져 약 3% 증가하는데 그쳤다. 전반적으로, 2011년부터 2013년까지 포르투갈에서 식량 불안의 일반적인 확산은 실질적으로 변하지 않았다. 하지만, 미래의 발전에도 불구하고, 불우하고 가난한 지역들이 피해를 입은 것으로 보였다.